# Acrostatheusis apicitincta
Acrostatheusis apicitincta là một loài bướm đêm trong họ Geometridae.